# Балтув (Люблінське воєводство)
Балтув (пол. Bałtów) — село в Польщі, у гміні Жижин Пулавського повіту Люблінського воєводства.
Населення — 460 осіб (2011).

## Демографія
Демографічна структура станом на 31 березня 2011 року:
|          | Загалом | Допрацездатний вік | Працездатний вік | Постпрацездатний вік |
| -------- | ------- | ------------------ | ---------------- | -------------------- |
| Чоловіки | 224     | 41                 | 153              | 30                   |
| Жінки    | 236     | 48                 | 125              | 63                   |
| Разом    | 460     | 89                 | 278              | 93                   |